# Мароа (Іллінойс)
Мароа (англ. Maroa) — місто (англ. city) в США, в окрузі Мейкон штату Іллінойс. Населення — 1577 осіб (2020).

## Географія
Мароа розташована за координатами 40°2′11″ пн. ш. 88°57′23″ зх. д. / 40.03639° пн. ш. 88.95639° зх. д. (40.036406, -88.956274).  За даними Бюро перепису населення США в 2010 році місто мало площу 4,61 км², уся площа — суходіл.

## Демографія
Згідно з переписом 2010 року, у місті мешкала 1801 особа в 679 домогосподарствах у складі 482 родин. Густота населення становила 391 особа/км².  Було 755 помешкань (164/км²).
Расовий склад населення:
| - 96,6 % — білих - 0,6 % — чорних або афроамериканців - 0,4 % — корінних американців - 0,3 % — азіатів |

До двох чи більше рас належало 1,4 %. Частка іспаномовних становила 2,2 % від усіх жителів.
За віковим діапазоном населення розподілялося таким чином: 27,7 % — особи молодші 18 років, 59,1 % — особи у віці 18—64 років, 13,2 % — особи у віці 65 років та старші. Медіана віку мешканця становила 36,4 року. На 100 осіб жіночої статі у місті припадало 100,3 чоловіків;  на 100 жінок у віці від 18 років та старших — 98,6 чоловіків також старших 18 років.
Середній дохід на одне домашнє господарство  становив 60 936 доларів США (медіана — 48 958), а середній дохід на одну сім'ю — 71 097 доларів (медіана — 61 830). Медіана доходів становила 48 438 доларів для чоловіків та 34 511 долар для жінок. За межею бідності перебувало 9,5 % осіб, у тому числі 10,2 % дітей у віці до 18 років та 2,8 % осіб у віці 65 років та старших.
Цивільне працевлаштоване населення становило 782 особи. Основні галузі зайнятості: освіта, охорона здоров'я та соціальна допомога — 24,9 %, виробництво — 15,2 %, роздрібна торгівля — 10,7 %, транспорт — 8,4 %.